# 杨彭基
杨彭基（1913年—1999年），男，江苏嘉定人，中国航空工程学家、航空教育家，曾任西北工业大学教授、博士生导师。